# Revision Control System
RCS (англ. Revision Control System) — одна из самых первых систем управления версиями, разработанная в 1982 году. Для каждого файла, зарегистрированного в системе, она хранит полную историю изменений, причём для текстовых файлов используется эффективный алгоритм дельта-компрессии, когда хранится только последняя версия и все межверсионные изменения. Система позволяет также хранить версии бинарных файлов, но без использования этого механизма сжатия, то есть каждая версия бинарного файла хранится полностью.
RCS разработана в 1980-х годах Вальтером Францем Тихи из Университета Пердью как свободная и более развитая альтернатива популярной тогда Source Code Control System (SCCS). В настоящее время является частью Проекта GNU, однако всё ещё поддерживается Университетом Пердью. Последние обновления пакета происходили в начале 2015 года.
RCS не имеет средств для коллективной работы над набором файлов. Такие средства появились в системе-наследнице — CVS (англ. Concurrent Versions System), использующей форматы и алгоритмы RCS для учёта версий, но имеющей также интерфейсы и механизмы для коллективной работы.
Отсутствие коллективной работы на практике выглядит так, что только тот пользователь, который произвел действие «Lock» над файлом или файлами, может вносить изменения. Другие пользователи запросить эти же файлы на редактирование не могут, пока первый пользователь не закончит работу с ними.
Некоторые ранние Wiki-движки, например TWiki, используют RCS для хранения страниц и их истории.